# Kulturåret 1761

## Händelser
- Okänt datum - Francesco Geminiani besöker Dublin, där han blir rånad på ett värdefullt manuskript.
- Okänt datum - Domenico Cimarosa börjar på Conservatorio di Santa Maria di Loreto.
- Okänt datum - Joseph Haydn börjar sin långa anställning hos Esterházyfamiljen.

## Nya verk
Litteratur
- Atis och Camilla, av Gustav Filip Creutz
- Julie eller Den nya Héloïse, av Jean-Jacques Rousseau

Opera
- Charles-Guillaume Alexandre - George et Georgette
- Florian Leopold Gassmann - Catone in Utica
- Baldassare Galuppi - Le Tre Amante Ridicoli

Musik
- Thomas Arne - Judith (oratorio)
- Christoph Willibald Gluck - Don Juan (balett)
- François Joseph Gossec - Sei sinfonie a più stromenti, op.5
- Joseph Haydn - Symphony no 8 ("Le Soir")
- Michael Haydn - Symphony in C major
- Wolfgang Amadeus Mozart - Minuet for Harpsichord

## Födda
- 20 februari - Ludwig Abeille (död 1838), tysk pianist, orgelspelare och tonsättare.
- 6 april - Carl Ludwig Giesecke (död 1833), tysk skådespelare, författare och mineralog.
- 3 maj - August von Kotzebue (död 1819), tysk dramatiker.
- 7 augusti - Lars Linderot (död 1811), svensk präst och psalmdiktare.
- 20 november - Christina Charlotta Neuman (född 1805), svensk skådespelare.
- 4 december - Jean-Louis Laya (död 1833), fransk dramatiker.
- 19 september - Marie Cathrine Preisler (död 1797), dansk skådespelare.

## Avlidna
- 1 januari - Hedvig Witte (född 1724), vokalist i Hovkapellet.
- 24 mars - Andreas Olavi Rhyzelius  (född 1677), svensk historiker och biskop.
- 10 april - Cecilia Elisabeth Würzer, vokalist i Hovkapellet.
- 4 juli - Samuel Richardson (född 1689), engelsk romanförfattare.
- 27 juli - Carl Fredric Broocman (född 1709), svensk topograf, historiker och författare.
- okänt darum - Anders Gottman (född 1692), svensk konstnär och målarålderman.